# Campagna di Serbia
La campagna di Serbia si svolse tra l'agosto del 1914 e il novembre del 1915, nell'ambito dei più vasti eventi della campagna dei Balcani della prima guerra mondiale.
L'Impero austro-ungarico dichiarò guerra al Regno di Serbia il 28 luglio 1914, al culmine della cosiddetta crisi di luglio, e avviò una prima serie in invasioni del territorio serbo nell'agosto seguente: guidate dall'abile generale Radomir Putnik e sostenute anche dall'esercito del Regno del Montenegro, le forze serbe inflissero una dura sconfitta agli austro-ungarici del generale Oskar Potiorek nel corso della battaglia del Cer, respingendo gli invasori oltre la frontiera. Dopo una serie di scontri al confine tra Serbia e Bosnia, gli austro-ungarici lanciarono una nuova invasione ai primi del novembre 1914, e pur riuscendo a conquistare la capitale serba Belgrado pochi giorni dopo subirono una disfatta nel corso della battaglia di Kolubara, venendo ancora una volta costretti a ripiegare oltre frontiera.
L'entrata in guerra del Regno di Bulgaria a fianco degli Imperi centrali segnò il destino della Serbia: il 6 ottobre 1915 truppe austro-ungariche e tedesche, agli ordini del generale August von Mackensen, invasero la Serbia da nord mentre le forze bulgare mossero l'11 ottobre da est, occupando la regione della Macedonia e tagliando i collegamenti tra i serbi e le forze della Triplice intesa sbarcate in loro aiuto a Salonicco; sconfitti e soverchiati dalle forze degli Imperi centrali, i serbi intrapresero una difficile ritirata attraverso l'Albania settentrionale alla volta della costa del mare Adriatico, dove i superstiti furono tratti in salvo da navi degli Alleati, con il contributo determinante della Regia Marina italiana. Per la fine del novembre 1915 l'intera Serbia era ormai sotto occupazione da parte degli Imperi centrali, e vi rimase fino agli ultimi giorni di guerra nel novembre 1918.

## Antefatti
L'assassinio il 28 giugno 1914 a Sarajevo dell'erede al trono di Vienna Francesco Ferdinando d'Austria-Este e di sua moglie Sophie Chotek von Chotkowa per mano del serbo-bosniaco Gavrilo Princip, membro dell'organizzazione politico-rivoluzionaria della Mlada Bosna, fece da detonatore per il latente stato di tensione politica tra l'Impero austro-ungarico e il Regno di Serbia: il governo di Vienna ambiva da tempo a esercitare un'influenza dominante nella regione dei Balcani, intento concretizzatosi in particolare nell'ottobre 1908 quando, a seguito della cosiddetta "Crisi bosniaca", l'Austria-Ungheria si era annessa la regione della Bosnia ed Erzegovina (formalmente parte dell'Impero ottomano anche se amministrata dagli austro-ungarici fin dal 1878); la presenza di un forte stato balcanico era di ostacolo per gli intenti egemonici degli austro-ungarici, che di conseguenza avversavano la crescita dello Stato serbo.
A seguito delle vittorie contro Impero ottomano e Bulgaria nel corso delle guerre balcaniche del 1912-1913 la Serbia era emersa come potenza regionale, accrescendo il suo territorio con l'annessione delle regioni del Kosovo e della Macedonia ma vedendo frustrata, per intervento della diplomazia austro-ungarica, la sua aspirazione a guadagnare uno sbocco al mare sull'Adriatico attraverso le zone settentrionali e centrali dell'Albania, creata invece come nazione indipendente; il governo di Belgrado seguiva inoltre la corrente dello "Jugoslavismo", tesa a riunire in un unico Stato gli appartenenti ai popoli degli slavi meridionali: questo faceva della Serbia un punto di riferimento per i movimenti rivoluzionari attivi nelle regioni slave dell'Impero austro-ungarico, portando quindi a una sempre più acuta tensione tra le due nazioni.

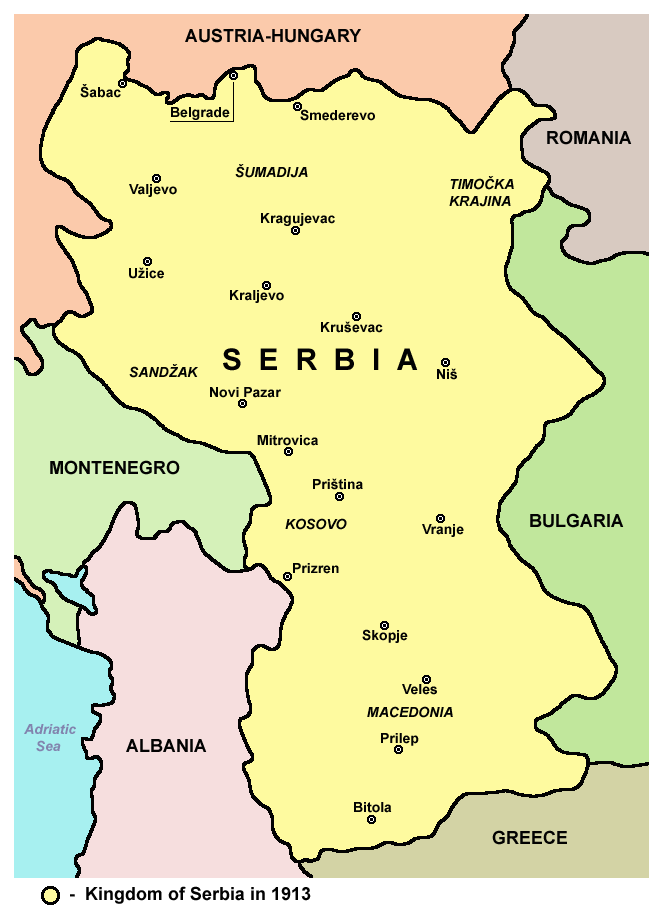
Il Regno di Serbia alla vigilia della prima guerra mondiale

L'assassinio di Francesco Ferdinando fu preso a pretesto dalle autorità austro-ungariche per pianificare un intervento di forza contro la Serbia, onde risolvere una volta per tutte la questione degli slavi meridionali e reprimere sul nascere le tendenze jugoslaviste. Forte della solida alleanza con la Germania, Vienna iniziò a stendere piani per un'invasione della Serbia senza timore di un intervento nella questione dell'Impero russo, tradizionale protettore del governo di Belgrado e dei popoli slavi dei Balcani; dopo varie consultazioni diplomatiche con Berlino e discussioni in seno al governo e agli alti comandi militari, il 23 luglio 1914 l'Austria-Ungheria consegnò al governo serbo un duro ultimatum: le richieste austro-ungariche, formalmente legate alle investigazioni sull'attentato di Sarajevo, prevedevano nel concreto una totale repressione di ogni forma di sentimento anti-asburgico in Serbia e una pesante ingerenza negli affari interni dello Stato, risultando di fatto congegnate per essere inaccettabili. La risposta serba, consegnata all'ambasciatore austro-ungarico la sera del 25 luglio, accolse parte delle richieste ma eluse o rigettò le altre, portando a un'immediata rottura delle relazioni diplomatiche tra le due nazioni; il 28 luglio seguente l'Austria-Ungheria dichiarò formalmente guerra alla Serbia.
La mossa di Vienna fece scattare i meccanismi di alleanze che legavano le varie potenze europee. Desiderosa di evitare un nuovo smacco come quello subito nel 1908 dall'annessione della Bosnia ed Erzegovina da parte dell'Austria-Ungheria, la Russia scese decisamente in campo a favore della Serbia: il 29 luglio lo zar Nicola II di Russia firmò l'ordine di mobilitazione parziale nei distretti militari al confine con l'Austria-Ungheria, seguita il 30 luglio dalla mobilitazione generale. Vista la lentezza della procedura di mobilitazione, la mossa russa aveva un significato più diplomatico che militare, ma spinse gli Imperi centrali a reagire: il 31 luglio Austria-Ungheria e Germania proclamarono la mobilitazione generale e, dopo un ultimatum tedesco a San Pietroburgo perché desistesse dai suoi preparativi bellici, il 1º agosto la Germania dichiarò guerra alla Russia. Il conflitto austro-serbo deflagrò ben presto come guerra mondiale: sulla base dei rigidi dettami del piano Schlieffen tedesco, che prevedevano un'offensiva risolutiva a occidente prima di concentrare tutte le risorse contro la Russia, il 3 agosto la Germania dichiarò guerra alla Francia, stretta alleata dei russi, e il giorno dopo invase il Belgio per dare avvio alla programmata manovra aggirante delle difese francesi poste sulla frontiera comune, provocando come risposta la dichiarazione di guerra del Regno Unito nei confronti di Berlino.

## Le forze in campo

### Austria-Ungheria

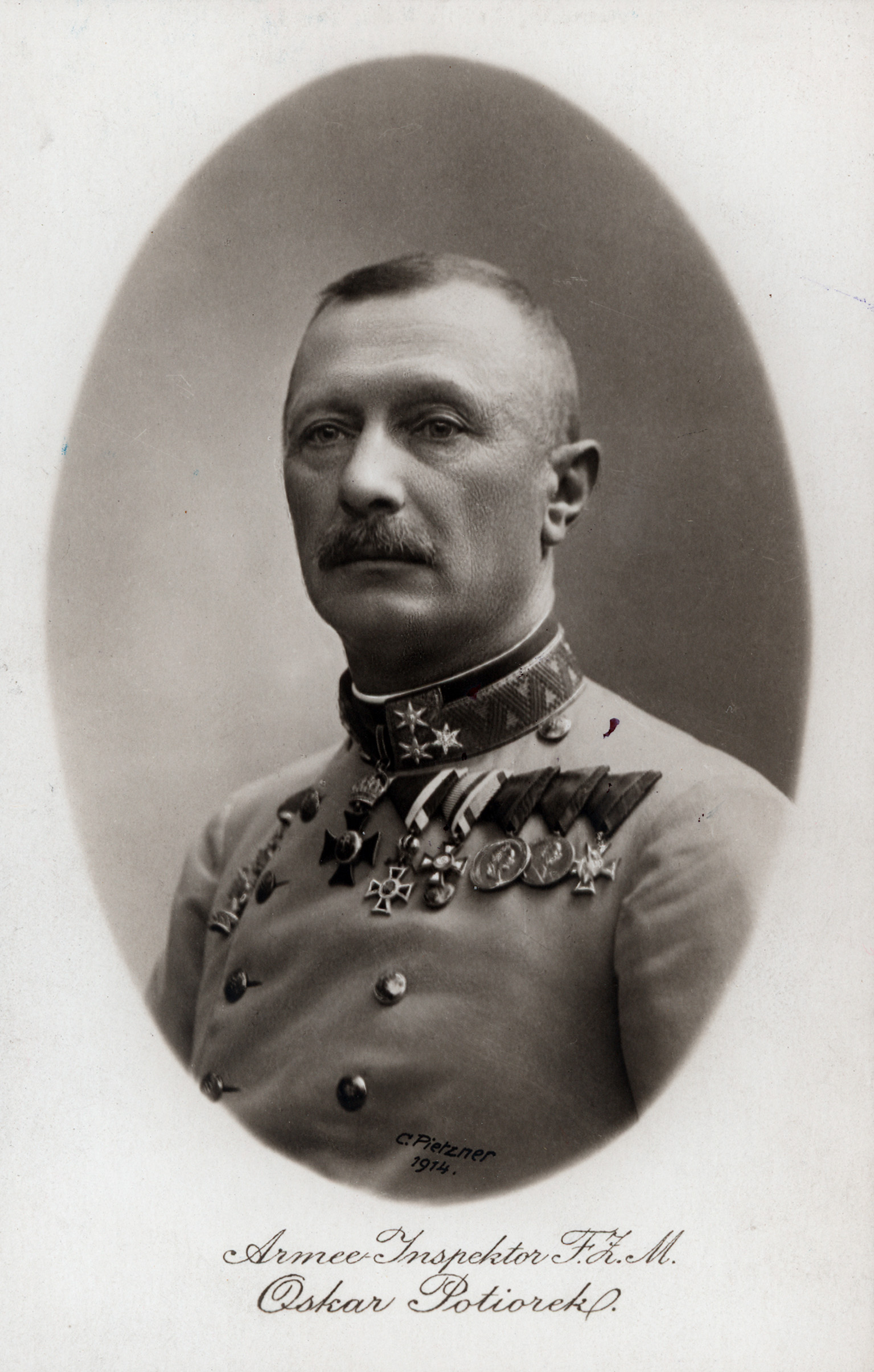
Il generale Oskar Potiorek, governatore della Bosnia-Erzegovina e comandante delle forze austro-ungariche impegnate contro la Serbia

Le forze armate della monarchia asburgica seguivano un'organizzazione molto complessa, frutto delle peculiarità etnica e culturale del multiforme impero. L'Imperial regio Esercito (in tedesco "kaiserliche und königliche Armee" o "k.u.k. Armee") rappresentava l'istituzione militare comune dell'Impero, da utilizzare per le questioni che lo riguardavano nella sua interezza, ma a esso si affiancavano le forze armate territoriali delle due entità dell'Impero d'Austria e del Regno d'Ungheria, rispettivamente la kaiserlich-königliche Landwehr e la Magyar királyi honvédség; in caso di conflitto su larga scala le tre istituzioni dovevano cooperare di concerto come "imperiali e regie forze armate" (k.u.k. Wehrmacht), formalmente agli ordini dell'imperatore Francesco Giuseppe I ma di fatto sotto la guida del capo di stato maggiore generale Franz Conrad von Hötzendorf. I tre eserciti raccoglievano gli uomini di leva compresi tra i 18 e i 33 anni d'età, mentre i più anziani tra i 34 e i 55 anni d'età venivano destinati a due corpi per la difesa territoriale, il k.k. Landsturm per la parte austriaca e la Magyar királyi Népfelkelo per quella ungherese. La consistenza delle k.u.k. Wehrmacht in tempo di pace era relativamente ridotta, annoverando circa 36000 ufficiali e 415000 sottufficiali e soldati, a cui si aggiunsero 1800000 riservisti mobilitati nell'agosto 1914; i ranghi rappresentavano un coacervo di undici nazionalità diverse, e più del 34% della forza alle armi era composto da slavi meridionali.
Il piano di contingenza austro-ungarico per una guerra contro la Serbia (Kriegsfall B) prevedeva l'impiego di tre armate riunite in un "comando forze dei Balcani" (k.u.k. Kommando der Balkanstreitkräfte) sotto la guida del governatore della Bosnia ed Erzegovina, generale Oskar Potiorek: le armate designate erano la 2ª del generale Eduard von Böhm-Ermolli dislocata in Sirmia e nel Banato occidentale con il III, IV, VII e XII Corpo d'armata, la 5ª del generale Liborius Ritter von Frank schierata nella Bosnia centro-orientale con l'VIII e il XIII Corpo d'armata, e la 6ª sotto lo stesso Potiorek nella Bosnia nord-orientale con il XV e XVI Corpo d'armata; dopo la dichiarazione di guerra alla Russia, tuttavia, il grosso della 2ª Armata già in marcia verso il confine serbo dovette essere rapidamente spostato in Galizia per combattere contro i russi, anche se a seguito della congestione delle ferrovie imperiali la manovra non poté iniziare prima del 18 agosto. In appoggio di Potiorek fu lasciato il solo VII Corpo d'armata e un'ulteriore divisione di fanteria. Un corpo d'armata austro-ungarico disponeva di due o tre divisioni di fanteria oltre a reparti di cavalleria e truppe tecniche, mentre a livello di armata erano spesso aggregate brigate della Landsturm come truppe di rimpiazzo; una divisione austro-ungarica disponeva di una brigata di artiglieria e di due brigate di fanteria ciascuna su tre reggimenti di 4000 uomini divisi in 3 o 4 battaglioni.

### Serbia e Montenegro

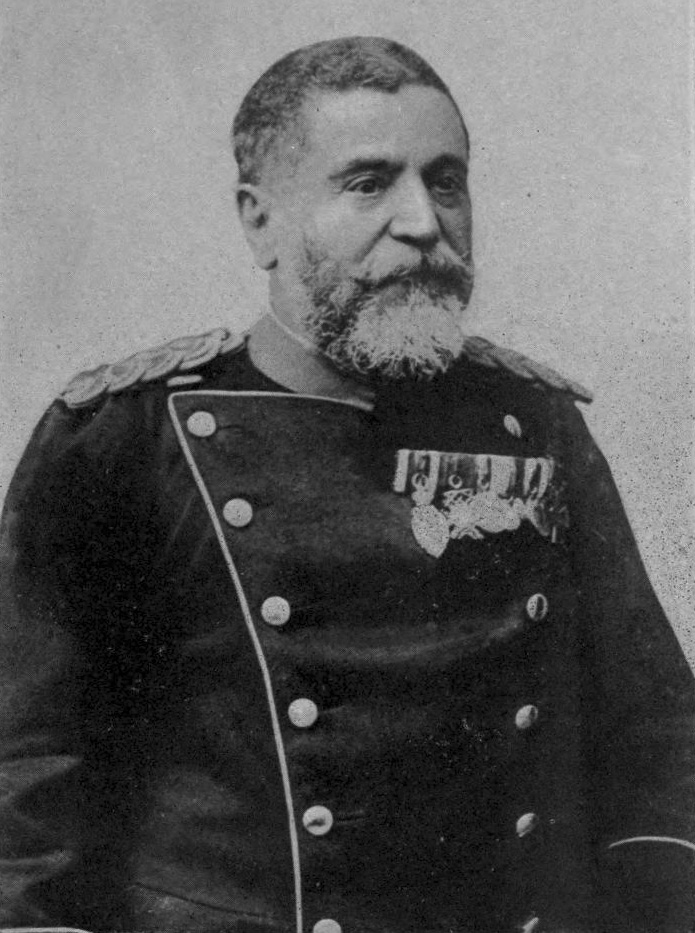
Il generale Radomir Putnik, capo di stato maggiore dell'esercito serbo

Il territorio serbo precedente le guerre balcaniche era diviso in cinque distretti militari, ciascuno dei quali forniva all'esercito regolare (Kopnena Vojska Srbije) una divisione di fanteria di prima linea (uomini tra i 21 e i 31 anni d'età), una di seconda linea (uomini tra i 32 e i 37 anni) e tre reggimenti di fanteria e uno squadrone di cavalleria di terza linea (uomini tra i 38 e i 45 anni); vi era poi una divisione di cavalleria reclutata a livello nazionale e una milizia territoriale (uomini tra i 18 e i 20 anni e tra i 46 e i 50 anni) per compiti di retrovia, oltre ad alcuni distaccamenti di irregolari cetnici. Il territorio annesso nel 1912-1913 fu suddiviso in cinque nuovi distretti militari, ma la loro integrazione nello Stato serbo era ancora agli inizi quando scoppiò la guerra ed essi misero in campo un'unica divisione di fanteria di prima linea combinata, seguita nel 1915 da una seconda e da un primo nucleo di una terza. Una divisione di fanteria di prima linea aveva quattro reggimenti di fanteria di 4000 uomini ciascuno divisi in quattro battaglioni, un reggimento di cavalleria su quattro squadroni di 130 uomini l'uno, un reggimento di artiglieria e truppe dei servizi, per un totale di 430 ufficiali e 19000 sottufficiali e soldati; le divisioni di seconda linea erano più piccole, annoverando tre reggimenti di fanteria, mezzo reggimento di cavalleria e un battaglione di artiglieria, mentre la divisione di cavalleria aveva quattro reggimenti ciascuno su quattro squadroni di cavalleria, uno squadrone di mitragliatrici e uno di artiglieria a cavallo.
La mobilitazione serba fu indetta il 25 luglio e completata il 30 luglio, portando sotto le armi circa 420500 uomini suddivisi in quattro armate: la 1ª Armata del generale Petar Bojović (con la divisione di cavalleria, una divisione di fanteria di prima linea e tre di seconda linea), la 2ª Armata del generale Stepa Stepanović (quattro divisioni di prima linea) e la 3ª Armata del generale Pavle Jurišić Šturm (una divisione di prima linea e una di seconda) schierate lungo la frontiera settentrionale a sud dei fiumi Sava e Danubio, e l'Armata di Užice del generale Miloš Božanović (una divisione di seconda linea e reparti di supporto) a protezione della frontiera occidentale con la Bosnia, mentre una "armata dei nuovi distretti militari" era in via di formazione nelle regioni orientali e meridionali; comandante in capo designato era il principe ereditario Alessandro Karađorđević, anche se il comando effettivo era esercitato dal capo di stato maggiore generale Radomir Putnik.
Legato alla Serbia da un trattato di alleanza stipulato all'epoca delle guerre balcaniche, il Regno del Montenegro tenne fede ai suoi impegni e il 5 agosto 1914 dichiarò guerra all'Austria-Ungheria ponendo le sue forze armate a fianco dei serbi. L'esercito montenegrino (Crnagorska Vojska) mobilitò 35000 uomini suddivisi in sei piccole divisioni di fanteria da 4000-6000 uomini ciascuna; ogni divisione aveva due o tre brigate di fanteria composte da 5 a 10 battaglioni di 4-500 uomini ciascuno (spesso tutti membri di uno stesso clan), oltre a due batterie di artiglieria e una compagnia logistica. Comandante in capo nominale era il re Nicola I del Montenegro assistito dal capo di stato maggiore Janko Vukotić, ma in virtù di un patto di difesa siglato il 23 agosto 1914 con la Serbia il comando dell'esercito montenegrino passò al generale serbo Božidar Janković; le forze montenegrine furono suddivise in quattro "distaccamenti", i primi due con due divisioni e gli altri con una: il Distaccamento Lovćen del generale Mitar Martinovic presidiava la frontiera meridionale del regno nella zona del Monte Lovćen, il Distaccamento della Erzegovina del generale Janko Vukotić difendeva il Montenegro occidentale, il Distaccamento Pljevlja del generale Luka Gojnic operava nel Sangiaccato a fianco dei serbi e il Distaccamento della Vecchia Serbia del generale Radomir Vesovic controllava la frontiera meridionale con l'Albania.

## La campagna

### Le prime offensive

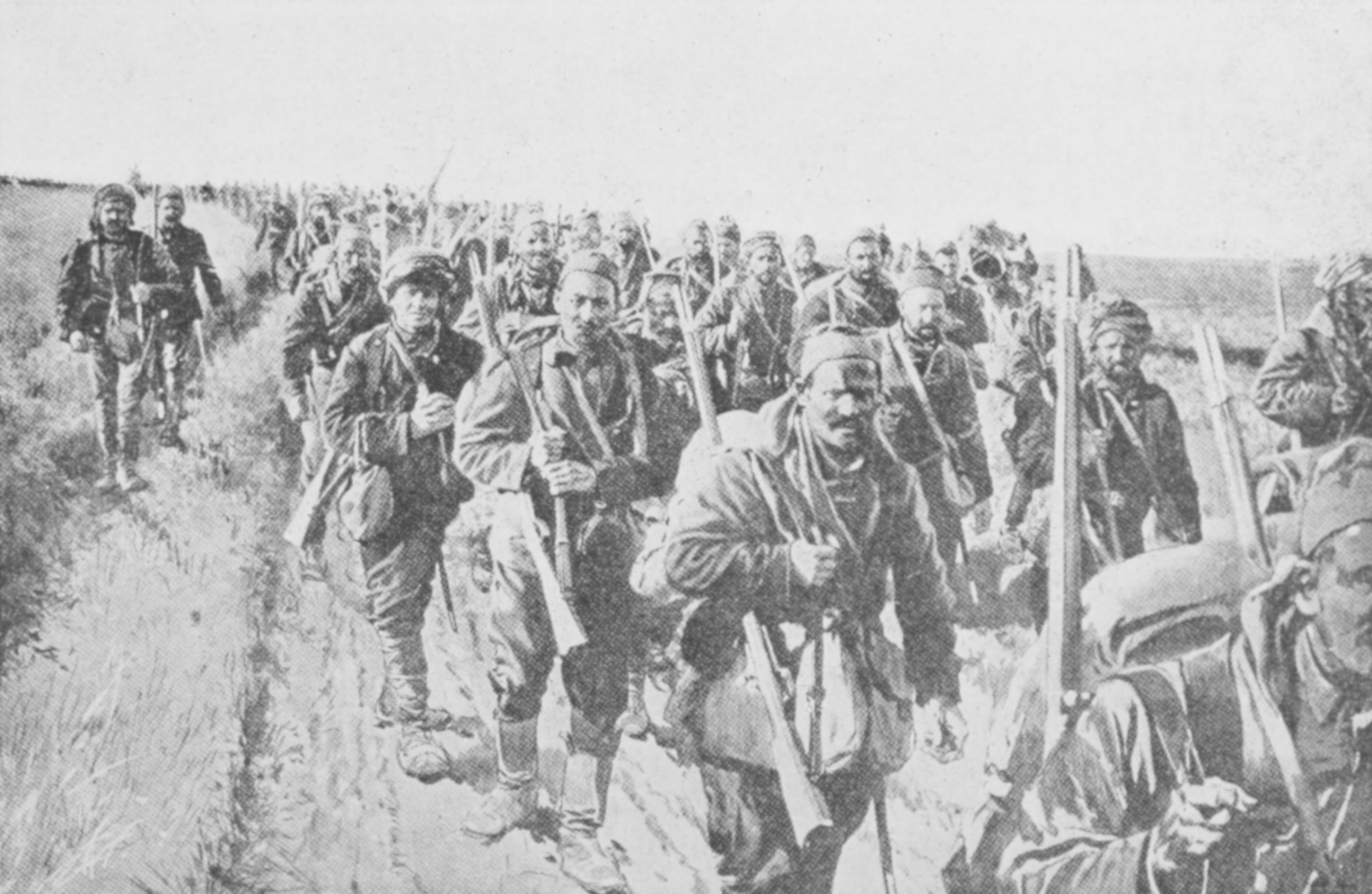
Truppe serbe in marcia verso il fronte nel 1914

Le ostilità sul fronte serbo presero avvio già il 29 luglio 1914, quando monitori austro-ungarici scesi lungo il corso del Danubio aprirono il fuoco sulla capitale Belgrado, subito abbandonata dalle autorità statali serbe; le forze austro-ungariche continuarono con i loro bombardamenti di artiglieria per tutte le prime settimane di agosto, coprendo la costruzione di un sistema di ponti lungo i fiumi Drina e Sava. Rendendosi conto di non poter difendere l'intera estensione della frontiera austro-serba, lunga circa 550 chilometri, il generale Putnik arretrò il nucleo centrale delle forze serbe nella regione della Šumadija a sud della capitale, in una buona posizione per accorrere rapidamente o a nord verso il corso della Sava e del Danubio o a ovest verso la Drina.
Benché l'inizio della partenza della 2ª Armata per il fronte orientale stesse ponendo le forze austro-ungariche in inferiorità numerica rispetto ai serbi, il generale Potiorek decise comunque di procedere con un'offensiva, scattata a partire dal 12 agosto 1914: la 5ª Armata austro-ungarica attraversò il corso della Drina con l'VIII Corpo d'armata all'altezza di Loznica e con il XIII Corpo d'armata più a sud a Ljubovija, mentre il IV Corpo della 2ª Armata attraversava la Sava davanti Šabac e la 6ª Armata copriva il fianco meridionale muovendo dalla zona di Višegrad; il punto di convergenza delle forze austro-ungariche era Valjevo, a sud-ovest di Belgrado. Putnik destinò inizialmente la sua 3ª Armata al contrasto della 5ª Armata austro-ungarica, trattenendo il resto delle forze per contrastare un più consistente tentativo di forzare la linea della Sava; ma quando si rese conto che ciò non era in programma spostò rapidamente anche la 1ª e la 2ª Armata contro la 5ª Armata austro-ungarica, dando il via a un contrattacco generale.

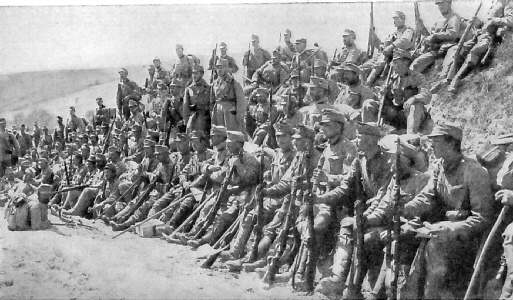
Un gruppo di soldati austro-ungarici

I primi scontri tra le opposte avanguardie presero vita la sera del 15 agosto nei dintorni del monte Cer, per poi intensificarsi nei giorni seguenti: la 3ª Armata serba puntò con decisione il fronte del XIII Corpo d'armata austro-ungarico, mentre la 2ª Armata contrattaccava l'VIII e il IV Corpo d'armata più a nord con in appoggio la 1ª Armata lungo il corso del fiume Jadar; le due ali della 5ª Armata austro-ungarica si ritrovarono troppo distanti per potersi supportare a vicenda, e dopo una serie di intensi attacchi e contrattacchi furono sconfitte separatamente e costrette a una confusa ritirata oltre il corso della Drina a partire dal 19 agosto. Violenti scontri si svolsero tra il 21 e il 22 agosto tra la 2ª Armata serba e il IV Corpo austro-ungarico per il possesso di Šabac: la città fu poi sgombrata dagli austro-ungarici e riconquistata dai serbi la mattina del 24 agosto, ponendo fine alla battaglia. La vittoria serba nella battaglia del Cer, il primo successo campale riportato dagli Alleati nella prima guerra mondiale, costò agli austro-ungarici la perdita di 40000 uomini tra morti, feriti e prigionieri e garantì un grosso bottino di armi e munizioni a favore dei serbi, le cui scorte di materiale bellico non erano ancora state ripianante dopo i consumi delle guerre balcaniche.

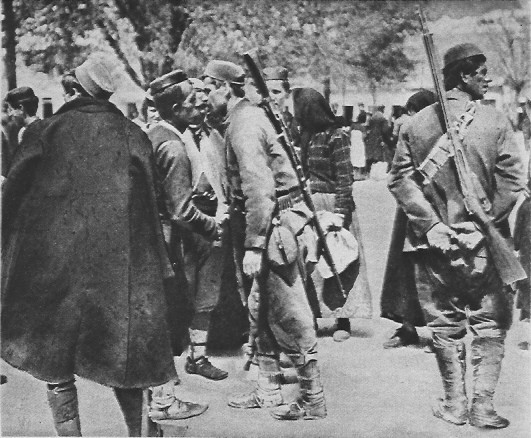
Truppe montenegrine nella zona del Monte Lovćen

Ai primi di settembre, mentre i due eserciti si riorganizzavano, gli Alleati sollecitarono i serbi perché conducessero almeno una limitata offensiva sul loro fronte, in particolare per trattenere la 2ª Armata austro-ungarica e ritardare il suo trasferimento in Galizia, dove i russi erano sotto pressione dopo le sconfitte patite nelle battaglie di Kraśnik e di Komarów; il 6 settembre Putnik lanciò quindi un attacco in direzione della regione della Sirmia: le forze della 1ª Armata serba tentarono l'attraversamento del fiume Sava, ma furono efficacemente contrastate dalle difese austro-ungariche e subirono diverse perdite. Sperando di approfittare della situazione, nella notte tra il 7 e l'8 settembre Potiorek diede il via ad una nuova offensiva austro-ungarica a partire dalla Bosnia: la 5ª Armata forzò nuovamente il corso della Drina con la 6ª Armata in appoggio a sud; nel corso dei pesanti scontri della cosiddetta battaglia della Drina, la 2ª Armata serba riuscì a bloccare e infine costringere alla ritirata la 5ª Armata austro-ungarica, ma a sud la 6ª Armata riuscì a stabilire una testa di ponte in territorio nemico e a respingere la 3ª Armata serba.
Putnik richiamò la sua 1ª Armata dalla Sirmia e organizzò un contrattacco contro la 6ª Armata a partire dal 17 settembre: pressata sul fronte e con l'Armata di Užice serba e le forze montenegrine dal Sangiaccato intente a un minaccioso movimento aggirante sul suo fianco meridionale, con un'offensiva oltre il confine con la Bosnia in direzione di Srebenica e Pale abbandonata però dopo pochi giorni, la 6ª Armata austro-ungarica dovette dare vita a una ritirata sulle sue posizioni originali a partire dal 25 settembre; il contrattacco serbo fu infine bloccato dagli austro-ungarici nel corso di quattro giorni di sanguinosi scontri attorno al monte Jagodnja, e le forze di Potiorek rimasero quindi in possesso di una ristretta testa di ponte oltre la Drina davanti Zvornik. Le operazioni su vasta scala cessarono ai primi di ottobre, mentre anche sul fronte serbo prendeva vita la guerra di trincea; entrambe le parti si limitarono a tenere le proprie linee e a condurre solo alcuni attacchi e contrattacchi di portata locale.

### La disfatta austro-ungarica sulla Kolubara

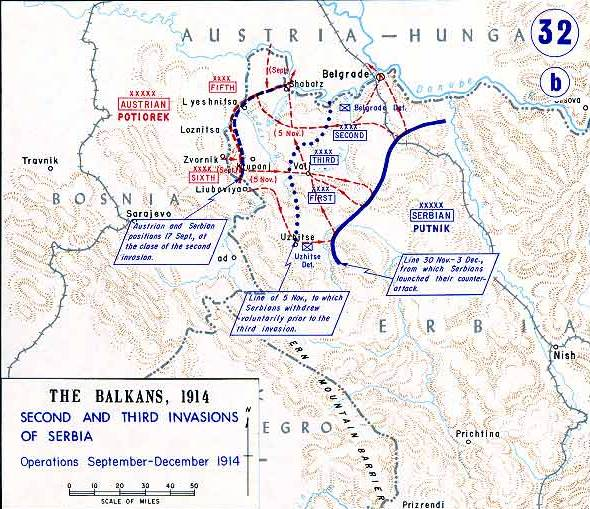
Carta della battaglia di Kolubara

Assorbiti dagli eventi in Galizia, dove i russi erano passati decisamente all'offensiva cogliendo una netta vittoria nella battaglia di Leopoli, gli austro-ungarici dedicarono scarsa attenzione al fronte serbo, nonostante le ripetute richieste di Potiorek di poter riscattare i precedenti insuccessi con una nuova offensiva; la necessità di stabilire un collegamento terrestre con l'Impero ottomano, sceso in guerra a fianco degli Imperi centrali, e di impressionare gli stati balcanici ancora neutrali spinse il comando austro-ungarico ad autorizzare una nuova invasione della Serbia per i primi di novembre 1914, nonostante l'inverno ormai iniziato: Potiorek ricevette rinforzi che portarono le sue forze a circa 450000 uomini, contro i circa 400000 a disposizione di Putnik.
La terza offensiva austro-ungarica iniziò il 5 novembre con l'assalto della 5ª e 6ª Armata lungo il corso della Drina: le forze serbe opposero una dura resistenza, ma gravemente a corto di munizioni per la propria artiglieria il 10 novembre Putnik dovette ordinare una ritirata strategica verso posizioni più difendibili a est, oltre il corso del fiume Kolubara; rallentate dal clima, con le forti piogge che trasformarono le strade in pantani di fango, le forze austro-ungariche presero Užice e Valjevo il 15 novembre e raggiunsero il Kolubara il giorno seguente. La battaglia di Kolubara si aprì il 16 novembre con una serie di pesanti scontri tra austro-ungarici e serbi mentre i primi tentavano di forzare il corso del fiume; nonostante le pesanti perdite inflitte al nemico, Putnik si ritrovò a dover difendere una linea troppo estesa per le sue provate forze e il 29 novembre ordinò una nuova ritirata strategica ancora più a est. Sgombrata dai serbi, la capitale Belgrado fu occupata dagli austro-ungarici il 2 dicembre.

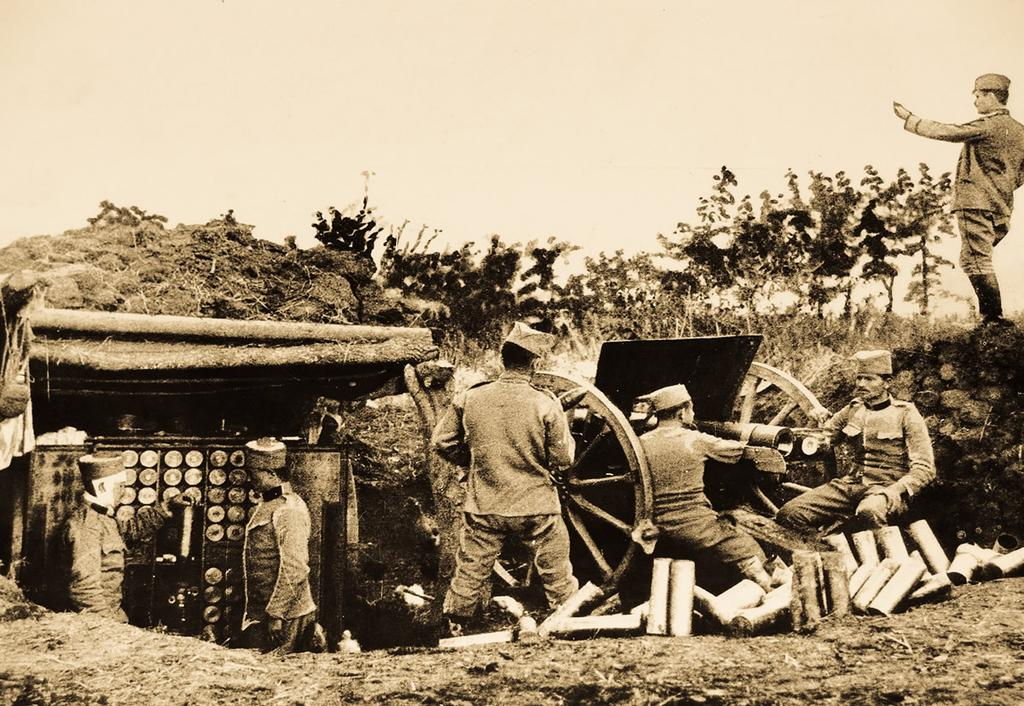
Artiglieria serba in azione

Ormai in pieno clima invernale e con il corso della Kolubara ingrossato dalle forti piogge, Potiorek dovette arrestare l'avanzata della sua 6ª Armata nella zona di Valjevo nel tentativo di migliorare le sue sovraestese linee di comunicazione, mentre la 5ª Armata a Belgrado doveva predisporsi per una manovra aggirante del fianco settentrionale dei serbi; le forze serbe andarono intanto a raggrupparsi nella zona del monte Rudnik dove ricevettero infine i vitali rifornimenti di munizioni da parte degli alleati francesi, giunti via nave nel porto di Salonicco e poi trasportati per ferrovia fino a Niš. La notte del 2 dicembre Putnik scatenò quindi un'improvvisa controffensiva contro il nemico: la 1ª Armata serba, con la 2ª e la 3ª in appoggio sul fianco destro, attaccò con decisione il fronte della 6ª Armata austro-ungarica, iniziando subito a guadagnare molto terreno e a respingere il nemico verso ovest; per il 6 dicembre il fronte della 6ª Armata era stato rotto e le forze austro-ungariche furono obbligate alla ritirata. La 5ª Armata tentò di muovere in aiuto della 6ª attaccando il fianco destro dei serbi, ma la mossa fu efficacemente contrastata dalla 2ª e dalla 3ª Armata serba; l'8 dicembre i serbi ripresero Užice e Valjevo, mentre il giorno dopo anche la 5ª Armata iniziava una manovra di ripiegamento verso l'area di Belgrado. Per il 10 dicembre il grosso delle forze austro-ungariche era stato ricacciato oltre la Drina e la Sava, rendendo insostenibile la situazione per il contingente che occupava Belgrado; il 15 dicembre, dopo il ripiegamento oltre il Danubio degli ultimi reparti austro-ungarici, i serbi rioccuparono senza combattere la loro capitale.
La terza invasione della Serbia si trasformò in una disfatta per le forze austro-ungariche: il complesso delle tre offensive causò la perdita per le forze imperiali di circa 227000 uomini tra morti, feriti e prigionieri, oltre alla perdita di vasti quantitativi di materiale bellico e a gravi danni per il morale dell'Imperiale e regio esercito. Incolpato della disfatta, il generale Potiorek fu destituito dai suoi incarichi e si ritirò a vita privata fino alla fine delle ostilità, venendo rimpiazzato alla guida delle operazioni austro-ungariche nei Balcani dall'arciduca Eugenio d'Asburgo-Teschen; il comandante della 5ª Armata austro-ungarica generale Liborius Ritter von Frank fu parimenti rimosso e l'unità fusa con la 6ª Armata in una nuova formazione congiunta sotto il generale Karl Tersztyánszky von Nádas. Il successo dei serbi era stato completo, ma in quattro mesi di guerra le armate di Putnik avevano riportato un totale di 170000 perdite tra morti e feriti, situazione aggravata dallo scoppio nel paese di una violenta epidemia di febbre tifoide che in pochi mesi fece altre 150000 vittime tra la popolazione, perdite molto dure da sostenere per una piccola nazione come la Serbia.

### La Bulgaria scende in campo

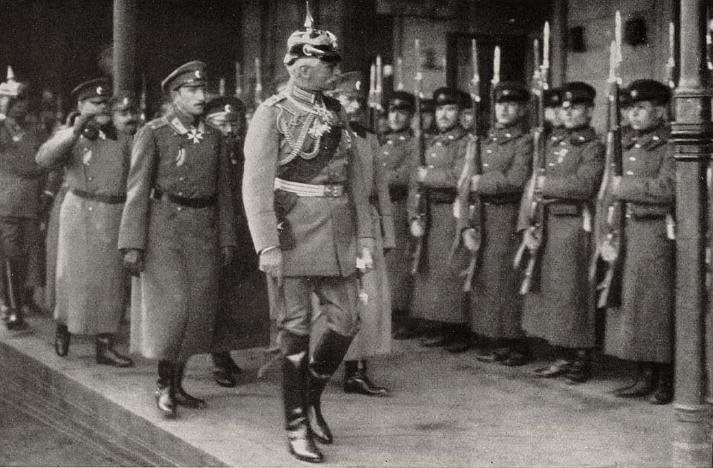
Il generale August von Mackensen (in primo piano) passa in rassegna dei soldati bulgari accompagnato dal principe ereditario Boris di Bulgaria

Per gran parte del 1915 la situazione sul fronte serbo rimase stazionaria: le forze di Putnik erano troppo spossate per tentare qualunque offensiva, mentre l'Austria-Ungheria, oltre a essere sotto pressione a est, dal maggio 1915 dovette fronteggiare l'entrata in guerra del Regno d'Italia e l'apertura di un nuovo fronte di guerra a ovest, fatto che portò al ritiro di gran parte della 5ª Armata dai Balcani e al suo ridispiegamento nella regione del Carso; solo dopo la decisiva vittoria contro i russi nel corso dell'offensiva di Gorlice-Tarnów, con il conseguente crollo del fronte orientale e l'abbandono della Galizia precedentemente occupata, e il fallimento delle prime offensive italiane sul fronte del fiume Isonzo gli Imperi centrali poterono tornare a dedicare attenzione al settore balcanico. Il comandante in capo tedesco, generale Erich von Falkenhayn, desiderava mantenere nel conflitto l'Impero ottomano, che oltre a dover sostenere le offensive russe nel Caucaso e britanniche in Mesopotamia fin dalla fine dell'aprile 1915 si trovava a fronteggiare i reparti anglo-francesi sbarcati sulla penisola di Gallipoli a pochi chilometri dalla capitale Costantinopoli: la conquista della Serbia avrebbe consentito di ristabilire i collegamenti lungo la ferrovia Berlino-Baghdad, facendo affluire armi e rinforzi tedeschi agli spossati alleati ottomani.
Nel settembre 1915 gli Imperi centrali iniziarono quindi ad ammassare sul confine serbo nuove forze richiamate dal fronte orientale, dove i russi erano ancora in piena ritirata: l'Austria-Ungheria mise a disposizione sul fronte della Sava la 3ª Armata del generale Hermann Kövess con l'XI (due divisioni di fanteria), il XIV (due divisioni di fanteria e una della Landwehr) e il XIX Corpo d'armata (due divisioni di fanteria e una brigata della Landsturm), oltre ad altre quattro divisioni di fanteria autonome dislocate a protezione del confine bosniaco sotto il comando del generale Stjepan Sarkotić; sul fianco sinistro della 3ª Armata, lungo il corso del Danubio, prese posizione l'11ª Armata tedesca del generale Max von Gallwitz con il III Corpo d'armata e il IV e X Corpo d'armata della riserva, ciascuno su due divisioni di fanteria. Il 30 settembre le due armate furono riunite in un gruppo d'armate agli ordini del generale tedesco August von Mackensen.

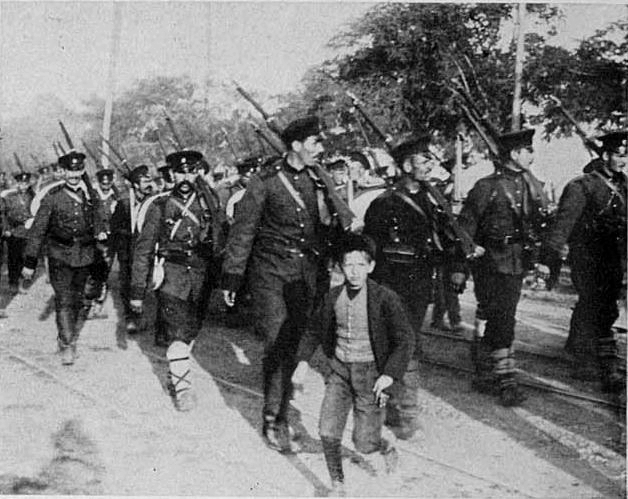
Soldati bulgari in fase di mobilitazione nel 1915

Ciò che garantì la piena riuscita di una nuova invasione della Serbia fu però la discesa in campo della Bulgaria a fianco degli Imperi centrali. Uscito pesantemente sconfitto dalla seconda guerra balcanica, a seguito della quale aveva dovuto cedere ampi territori a Serbia, Grecia e Romania, il Regno di Bulgaria proclamò la sua neutralità allo scoppio della guerra, ma fin da subito sia la Triplice Intesa che gli Imperi centrali presero ad avviare trattative con il governo del primo ministro Vasil Radoslavov per trascinare il paese nel proprio schieramento. La posizione negoziale degli austro-tedeschi era però molto forte, potendo offrire ai bulgari le vaste zone della Macedonia controllate dai serbi e rivendicate dal governo di Sofia nonché rassicurazioni sul fatto che se il conflitto si fosse esteso a Romania e Grecia le rivendicazioni bulgare sarebbero state debitamente tenute di conto; al contrario la Triplice Intesa, vista la contrarietà serba a qualsiasi cambiamento dei confini in Macedonia e le trattative aperte con Romania e Grecia per una loro entrata nel conflitto, poteva promettere ai bulgari solo la Tracia orientale ottomana. Agevolata anche dalla concessione a favore di Sofia di un ampio prestito bancario, il 6 settembre 1915 la Germania siglò con la Bulgaria un trattato di alleanza militare, e il 22 settembre i bulgari proclamarono la mobilitazione generale del loro esercito.
Le forze terrestri bulgare potevano annoverare più di 390000 uomini delle forze di prima linea, più varie truppe di retrovia e una milizia per la difesa territoriale; l'esercito (Suhopătni vojski na Bălgarija) mobilitò inizialmente 11 divisioni di fanteria e una di cavalleria: ogni divisione aveva due brigate di due reggimenti di 4583 uomini ciascuno oltre a un reggimento di artiglieria e truppe di supporto. Le forze bulgare furono riunite in tre armate: la 1ª Armata del generale Kliment Boyadzhiev (quattro divisioni di fanteria) subordinata al gruppo d'armate di Mackensen e schierata nella parte settentrionale del confine bulgaro-serbo tra Vidin e Sofia, la 2ª Armata del generale Georgi Todorov (quattro divisioni di fanteria e una di cavalleria) agli ordini del comando bulgaro e schierata nella parte sud del confine davanti alla Macedonia, e la 3ª Armata del generale Stefan Toshev (tre divisioni di fanteria) con compiti di presidio della frontiera con la Romania. Lo zar Ferdinando I di Bulgaria, nominalmente comandante in capo, preferì cedere la conduzione delle operazioni al filo-tedesco ministro della guerra generale Nikola Žekov, coadiuvato dal capo di stato maggiore dell'esercito generale Konstantin Žostov.

### Il crollo della Serbia
Lo schieramento della Bulgaria con gli Imperi centrali rendeva insostenibile la situazione per le forze serbe: l'afflusso di nuove reclute non bastava a colmare le gravi perdite patite nelle campagne precedenti e alla fine del maggio 1915 un contingente di 20000 uomini agli ordini del generale Dragutin Milutinovic dovette essere inviato in Albania, per sostenere il traballante regime del filo-serbo primo ministro Essad Pascià, messo alle strette dai ribelli musulmani ispirati dall'Impero ottomano e dalle bande di guerriglieri kosovari sostenute dall'Austria-Ungheria. Davanti ai preparativi bellici dei bulgari Putnik dovette riorganizzare le sue forze: a presidio della frontiera nord furono lasciate, rispettivamente a ovest ed est di Belgrado, la 1ª Armata del feldmaresciallo Živojin Mišić con due divisioni di seconda linea e la 3ª Armata del generale Pavle Jurišić Šturm (due divisioni di prima linea e un distaccamento di irregolari); la difesa della frontiera con la Bulgaria fu affidata alla 2ª Armata del generale Stepa Stepanović (una divisione di prima linea e una di seconda), sostenuta sui fianchi da due armate di nuova costituzione, a nord l'Armata del Timok del generale Milos Bozanovic (una divisione di prima linea, la divisione di cavalleria e alcuni reggimenti non indivisionati) e a sud l'Armata della Serbia meridionale del generale Petar Bojović (due divisioni di prima linea e una di seconda).
Con poco più di 200000 uomini a disposizione e gravi carenze in fatto di munizioni e artiglieria, i serbi speravano nell'imminente arrivo di un contingente di truppe anglo-francesi, ma l'intervento degli Alleati era ostacolato dalla complicata situazione interna della Grecia, paralizzata dal contrasto tra il filo-tedesco re Costantino I e il primo ministro Eleutherios Venizelos, favorevole invece alla Triplice Intesa; solo il 5 ottobre 1915 il governo greco diede il suo assenso allo sbarco di alcune divisioni francesi e britanniche nel porto di Salonicco, troppo in ritardo perché la mossa potesse far rimandare i piani degli Imperi centrali.

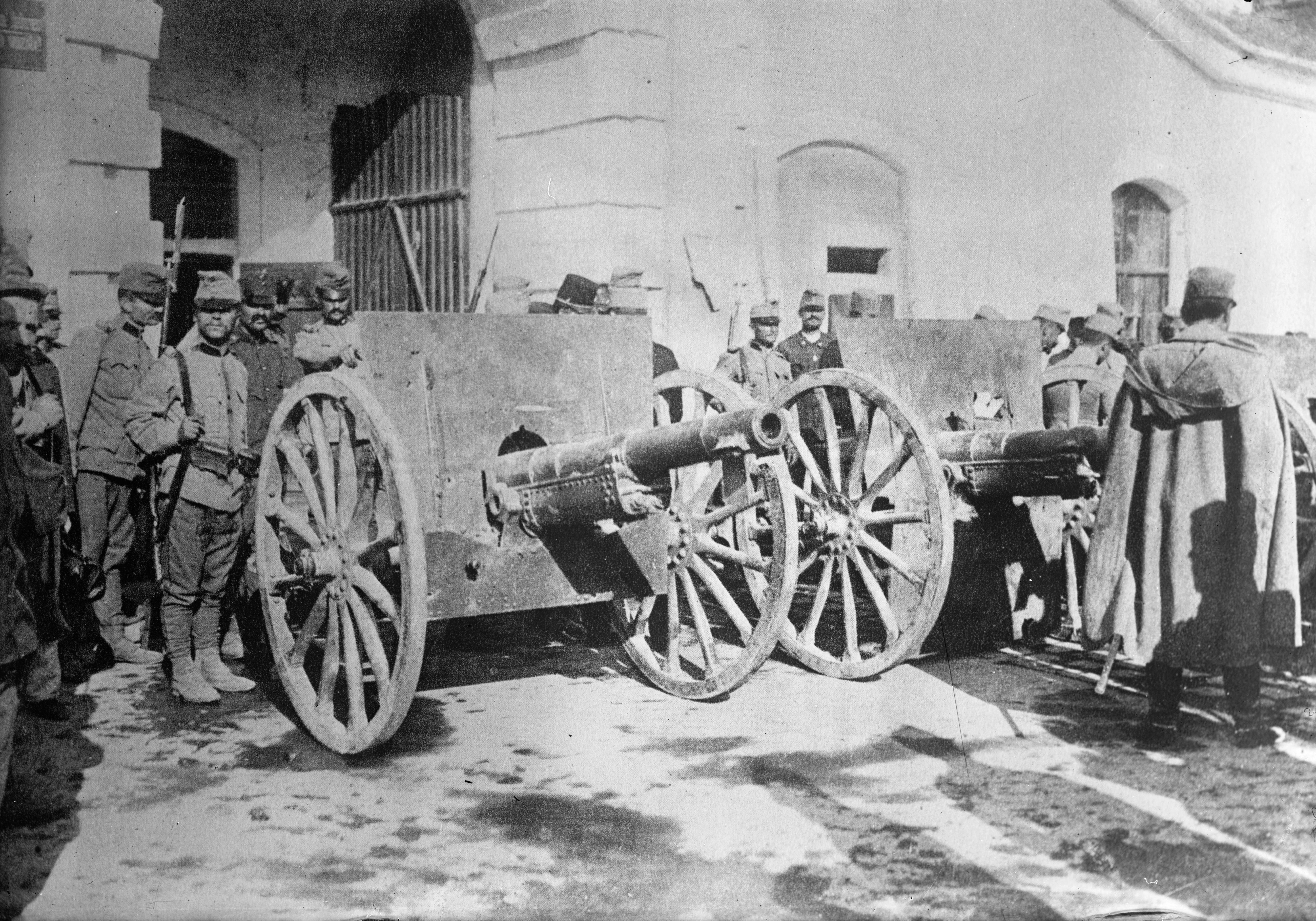
Due cannoni serbi catturati dalle forze austro-unghariche

Il 6 ottobre 1915 gli Imperi centrali diedero il via alla loro offensiva: la 3ª Armata austro-ungarica forzò il corso della Sava e l'11ª Armata tedesca quello del Danubio, scontrandosi frontalmente con la 3ª e la 1ª Armata serba; contemporaneamente, tre divisioni di Sarkotić compirono un movimento aggirante del fragile fianco occidentale dei serbi attaccando attraverso la Drina. I serbi opposero una dura resistenza, ma soverchiati dovettero cedere: il 9 ottobre gli austro-tedeschi presero Belgrado scendendo poi verso sud all'inseguimento delle forze di Putnik lungo la valle del fiume Grande Morava, dove però i loro movimenti furono rallentati dal terreno impervio e dalle azioni ritardanti dei serbi. Il colpo di grazia alla resistenza dei serbi giunse da est: l'11 ottobre la Bulgaria dichiarò ufficialmente guerra alla Serbia e le forze bulgare si riversarono oltre la frontiera. La 1ª Armata bulgara ingaggiò la 2ª Armata serba e l'Armata del Timok nella battaglia della Morava, puntando a respingere i serbi dalle valli dei fiumi Morava e Timok e a occupare la capitale provvisoria serba di Niš; le forze bulgare sconfissero rapidamente le unità nemiche che difendevano la frontiera ma furono rallentate dal terreno impervio, dal clima pessimo e dalla resistenza delle fortezze di Pirot e Zaječar, le quali non capitolarono prima del 26 ottobre consentendo al corpo centrale delle forze serbe di ritirarsi verso ovest. Più a sud, la 2ª Armata bulgara invase la Macedonia sconfiggendo davanti a sé le forze serbe nel corso della battaglia della Ovche Pole: la città di Vranje fu occupata il 16 ottobre tagliando le comunicazioni ferroviarie tra la Serbia e la Macedonia, e il 22 ottobre i bulgari fecero il loro ingresso a Skopje e Kumanovo.

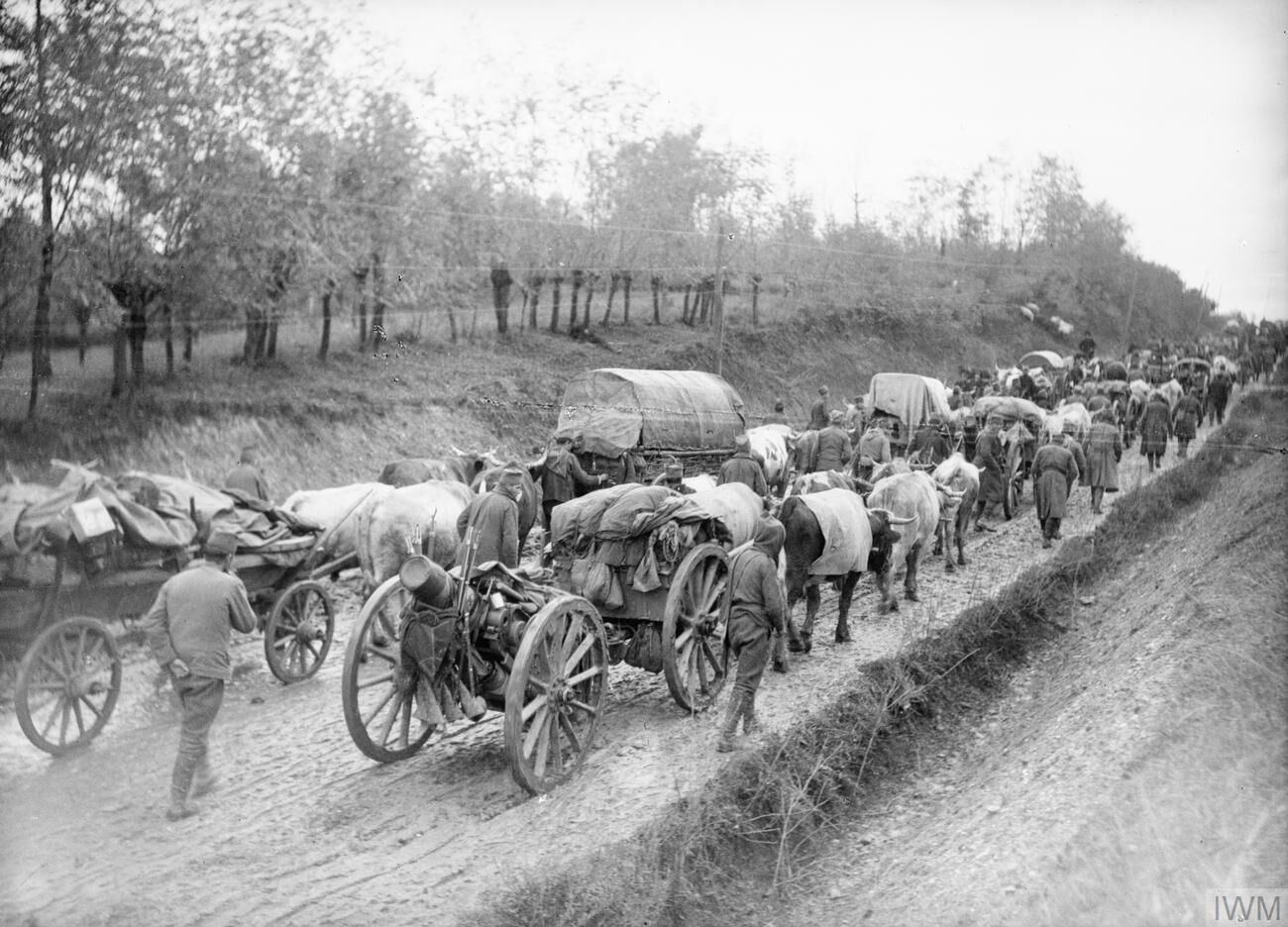
Truppe serbe in ritirata nel 1915

L'occupazione bulgara della Macedonia inserì un cuneo tra i serbi e le forze anglo-francesi che cercavano di muovere in loro soccorso da Salonicco: tra il 2 e il 12 novembre due divisioni francesi che tentavano di aprirsi la strada attraverso la valle del Vardar nella Macedonia meridionale furono bloccate e sconfitte dai bulgari nel corso della battaglia di Krivolak, venendo infine forzate a ritirarsi verso Salonicco. Con la via di ritirata verso sud tagliata e il suo fronte incurvato alle due estremità e a rischio di accerchiamento, a Putnik non restò altra scelta che ordinare una ritirata generale delle sue forze verso il Kosovo: il 27 ottobre i primi reparti bulgari si incontrarono con gli austro-ungarici a Kladovo, mentre il 2 novembre i tedeschi facevano il loro ingresso a Kragujevac; il 5 novembre infine la 1ª Armata bulgara occupò la città di Niš, sgombrata dai serbi.
Putnik tentò di stabilire una linea di resistenza a difesa del Kosovo, ma si ritrovò ben presto attaccato su tutti i lati e numericamente soverchiato: a partire dal 10 novembre nel corso della offensiva del Kosovo i bulgari, cui i tedeschi avevano delegato la conduzione delle operazioni finali iniziando a ritirare le proprie truppe, puntarono con decisione verso Pristina, spezzando infine la resistenza dei serbi il 22 novembre nel corso di duri scontri presso Gnjilane. Fallito un disperato contrattacco in direzione di Vranje e Kumanovo nel tentativo di aprirsi la strada verso sud e perduta anche Pristina il 24 novembre, a Putnik non restò altro da fare che ordinare una ritirata attraverso l'Albania settentrionale, sperando di arrivare alla costa dell'Adriatico da dove ricevere aiuti via mare da parte degli Alleati. La ritirata dell'esercito serbo in Albania iniziò il 25 novembre: in pieno inverno, più di 200000 soldati serbi, 23000 prigionieri di guerra austro-ungarici e varie decine di migliaia di profughi civili intrapresero una difficile marcia attraverso l'innevata catena montuosa del Prokletije diretti verso i porti di San Giovanni di Medua e Durazzo occupati da un corpo di spedizione italiano, perdendo migliaia di uomini a causa di ipotermia, stenti, malattie e attacchi degli irregolari albanesi; tra dicembre 1915 e febbraio 1916 una flottiglia di navi da trasporto italiane, francesi e britanniche evacuò i resti delle forze serbe dai porti albanesi, trasportandole prima a Biserta e poi a Corfù: un totale di più di 260000 persone (di cui circa 145000-150000 soldati) furono evacuate con successo dalle navi degli Alleati, oltre la metà delle quali dalla Regia Marina.
Per la fine di dicembre 1915 la Serbia era ormai completamente occupata dagli Imperi centrali; per ordine del re Nicola l'esercito montenegrino non si ritirò in Albania con le forze degli alleati ma rimase a combattere per difendere i confini del regno: il Distaccamento del Sangiaccato del generale Janko Vukotić protesse il ripiegamento dei reparti serbi sconfiggendo tra il 6 e 7 gennaio 1916 un contingente austro-ungarico nella battaglia di Mojkovac, ma il 10 gennaio le forze imperiali lanciarono una massiccia invasione del piccolo regno, che in breve tempo si ritrovò soverchiato. La capitale Cettigne fu occupata il 13 gennaio, e il 19 gennaio seguente i resti dell'esercito montenegrino deposero le armi.

## Conseguenze

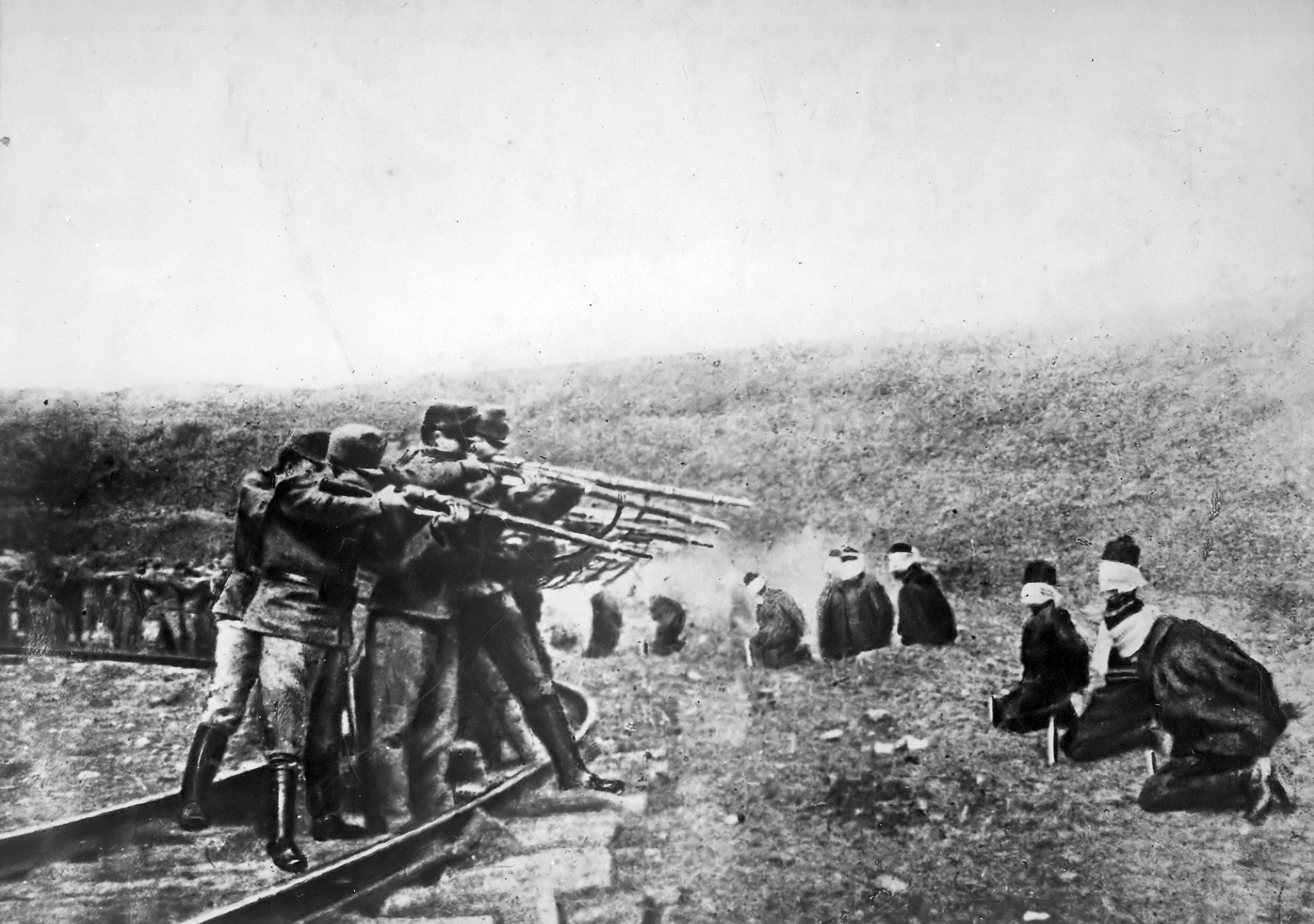
Esecuzione di prigionieri serbi da parte delle truppe austriache il 1º gennaio 1917

L'eliminazione della Serbia dal conflitto consentì all'Austria-Ungheria di chiudere uno dei molti fronti su cui erano disperse le sue forze e alla Germania di stabilire una solida linea di comunicazione con gli alleati ottomani, consentendole di intervenire in loro sostegno con invii di armi e specialisti. La Serbia occupata fu spartita tra gli alleati vittoriosi: la Bulgaria ottenne più di metà del territorio serbo prebellico con la Macedonia, parte del Kosovo e la regione di Niš, mentre il resto della Serbia, unitamente al Montenegro, fu assoggettato a un'amministrazione militare austro-ungarica (K. u. k. Militärverwaltung in Serbien). Tanto in Serbia quanto in Montenegro le truppe d'occupazione austro-ungariche e bulgare dovettero fronteggiare una dura guerriglia da parte degli irregolari cetnici locali; nel febbraio-marzo del 1917 i bulgari affrontarono una vasta rivolta nelle regioni orientali della Serbia (la cosiddetta insurrezione di Toplica), repressa dopo duri scontri.
Il regime di occupazione degli Imperi centrali fu molto duro, alimentato dal forte sentimento anti-serbo diffusosi nell'Austria-Ungheria dopo l'assassinio di Francesco Ferdinando e che già aveva portato a persecuzioni e massacri ai danni dei serbi di Bosnia: i morti civili serbi durante tutto il periodo della prima guerra mondiale, stimati sulla base delle statistiche demografiche di prima della guerra, furono calcolati in 450000, a causa di azioni militari dirette, malnutrizione e malattie; il giornalista Erlinkman, nel suo studio del 2004, riportò una stima di 120000 civili serbi uccisi in azioni militari dirette e 30000 morti nelle prigioni austro-ungariche, mentre lo storico jugoslavo Vladimir Dedijer, nel 1975, indicò un totale di 600000 civili serbi deceduti per ogni causa. Una stima dei caduti militari serbi, fatta dal demografo Boris Urlanis nel 1971, indicò un totale di 275000 soldati morti, di cui 165000 caduti in azione, morti per le ferite o dispersi presunti morti; il governo della Jugoslavia indicò, nel 1925, un totale di 365164 militari serbi uccisi durante il conflitto, mentre Dedijer calcolò 369815 caduti per ogni causa tra le forze armate serbe.
Circa 145000 soldati serbi, salvati dai porti albanesi e riorganizzati a Corfù con l'assistenza della Francia, furono poi inviati a Salonicco a unirsi alla neo-costituita Armata alleata in Oriente, impegnata contro bulgari e tedeschi nel corso della campagna di Macedonia; al comando del maresciallo Živojin Mišić, queste forze guidarono poi la riconquista della loro madrepatria nell'ottobre del 1918, dopo la sconfitta della Bulgaria nel corso dell'offensiva del Vardar.